# Daskylos (Sohn des Periaudos)
Daskylos (altgriechisch Δάσκυλος Dáskylos) ist in der griechischen Mythologie der Sohn des Periaudos.
Er gilt als Gründer der karischen Stadt Daskylion im Grenzgebiet der Polis Ephesos.